# جاليجين
جاليجين (بالإنجليزية: Galegine)‏ هو مركب كيميائي سام تم عزله من المدرة المخزنية.  
تم استخدام جاليجين في عشرينيات القرن الماضي كعلاج دوائي لمرض السكري. وبسبب سميته، سرعان ما حلت البدائل المتفوقة محل استخدامه. أدت الأبحاث التي تستند إلى تأثيرات الجاليجين في النهاية إلى تطوير الميتفورمين الذي يستخدم اليوم لعلاج مرض السكري من النوع 2.